# Carol I al Neapolelui
Carol I (n. 21 martie 1226, Paris, Regatul Franței – d. 7 ianuarie 1285, Foggia, Apulia, Italia), cunoscut și sub numele de Carol de Anjou, a fost rege al Siciliei, cucerită în 1266, deși primise titlul prin decret papal în 1262 și a fost înlăturat din insulă după Vecerniile Siciliene din 1282. După aceea a continuat să revendice insula, deși puterea sa se restrânsese la posesiunile peninsulare ale regatului, cu capitala de la Napoli (de aceea după 1282 este intitulat doar Rege al Neapolelui, ca și succesorii săi).
Carol era cel mai tânăr fiu al lui Ludovic al VIII-lea al Franței și al lui Blanche a Castiliei, și deci era fratele mai mic al lui Ludovic al IX-lea al Franței și al lui Alfonso al II-lea al Toulouse-ului. A cucerit regatul Siciliei de la Manfred al Siciliei (dinastia Hohenstaufen) și a început să cucerească pământuri în Levant. Războiul vecerniilor siciliene l-a obligat să abandoneze planurile de reconstruire a Imperiului Latin.
Prin căsătoria cu Beatrice de Provence, moștenitoarea lui Raymond Berengar al IV-lea de Provence, a fost conte de Provence și Forcalquier începând din 1246. În 1247, fratele lui, Ludovic al IX-lea, l-a făcut conte de Anjou și de Maine, ca apanaje ale coroanei franceze. Prin cucerire și autoproclamare, a devenit rege al Albaniei în 1272 și prin cumpărare, rege al Ierusalimului în 1277. Prin testamentul lui William al II-lea de Villehardouin, a moștenit principatul Achaea în 1278.
În 1259 a sprijinit alianța latină în Bătălia din Pelagonia, luptă pierdută împotriva Imperiului de la Niceea - a fost un eveniment decisiv în istoria Mediteranei de Est, care a asigurat eventuala recucerire a Constantinopolului, restaurarea Imperiului Bizantin sub Dinastia Paleolog și sfârșitul Imperiului Latin în 1261.